# 麥克丹尼爾斯 (喬治亞州)
麥克丹尼爾斯（英語：McDaniels）是位於美國喬治亞州戈登縣的一個非建制地區。該地的面積和人口皆未知。

## 地理
麥克丹尼爾斯的座標為34°27′18″N 84°56′48″W / 34.45500°N 84.94667°W，而該地的平均海拔高度為201米（即659英尺）。